# Championnat de France de rugby à XV de 2e division 2000-2001
Navigation
Élite 2 1999-2000 Pro D2 2001-2002
Le championnat de France de rugby à XV de 2e division 2000-2001 est l'antichambre de l'élite, le Top 16 qui succède la saison suivante au Top 21. Il oppose douze équipes qui s'affrontent en deux phases : une première dite régulière où elles s'affrontent en matchs aller-retour, une seconde à élimination directe pour déterminer le champion. À l'issue de la phase préliminaire, les clubs classés aux quatre premières places sont qualifiés pour les demi-finales qui comme la finale se jouent sur terrain neutre. Le club qui gagne en finale est déclaré champion de France et accède à la 1re division.
Montauban est champion de Division 2 pour la saison 2000-2001 et accède au Top 16 pour la saison 2001-2002. Les équipes de Nimes et du Racing club de France sont reléguées en Fédérale 1. L'équipe d'Istres est reléguée en Fédérale 1 pour raisons financières. Le Racing qui vient de fusionner avec l'US Métro (évoluant en Fédérale 1) est repêché. Tours, vainqueur de la promotion nationale accède pour l'année 2001-2002 à la Pro D2, nouveau nom de la compétition, qui sera complétée par les six relégués de la 1re division : Auch, Aurillac, Brive, Grenoble, Mont de Marsan et Périgueux. La Pro D2 comptera donc seize clubs.

## Classement
| Rang | Club                      | J  | V  | N | D  | Pm  | Pe  | Diff | Pts |
| ---- | ------------------------- | -- | -- | - | -- | --- | --- | ---- | --- |
| 1    | US Montauban (R)          | 22 | 19 | 0 | 3  | 702 | 402 | +300 | 60  |
| 2    | RC Toulon (R)             | 22 | 17 | 0 | 5  | 812 | 409 | +403 | 56  |
| 3    | Aviron bayonnais          | 22 | 14 | 0 | 8  | 556 | 428 | +128 | 50  |
| 4    | FCS Rumilly               | 22 | 13 | 0 | 9  | 593 | 537 | +56  | 48  |
| 5    | RC Aubenas                | 22 | 12 | 2 | 8  | 440 | 420 | +20  | 48  |
| 6    | Tyrosse RCS               | 22 | 11 | 1 | 10 | 468 | 538 | -70  | 45  |
| 7    | US Marmande               | 22 | 11 | 0 | 11 | 530 | 513 | +17  | 44  |
| 8    | Montpellier RC            | 22 | 10 | 1 | 11 | 496 | 493 | +3   | 43  |
| 9    | Lannemezan Tarbes         | 22 | 7  | 1 | 14 | 438 | 573 | -135 | 37  |
| 10   | Istres sports             | 22 | 6  | 0 | 16 | 420 | 644 | -224 | 34  |
| 11   | RC Nîmes (R)              | 22 | 5  | 1 | 16 | 369 | 595 | -226 | 33  |
| 12   | Racing club de France (R) | 22 | 4  | 0 | 18 | 365 | 637 | -272 | 30  |

|  | Participation aux demi-finales pour déterminer le champion, promu en Top 16 (no 1, no 2, no 3, no 4).                                         |
|  | Relégation en Fédérale 1 (no 11, no 12). |
|  | R : relégués 2000 V : victoires • N : matchs nuls • D : défaites • PM : points marqués • PE : points encaissés • Diff : différence de points. |

Attribution des points : victoire : 3, match nul : 2, défaite : 1, forfait : 0.

Le Racing est finalement repêché sur tapis vert, Istres n’étant pas éligible au rugby professionnel.

## Phase finale

### Demi-finales
|  | US Montauban | 35 - 17 | FCS Rumilly |  |
|  |              |         |             |  |
|  |              |         |             |  |

|  | RC Toulon | 40 - 23 | Aviron bayonnais |  |
|  |           |         |                  |  |
|  |           |         |                  |  |

### Finale
| 19 mai 2001 | US Montauban                                    | 15 - 9 (6 - 6) | RC Toulon                                      | Stade des Costières, Nîmes 18 000 spectateurs Arbitre : Joël Dumé |
| 19 mai 2001 | Pénalité(s) : 5 (9e, 40e, 53e, 68e, 80e) Albert |                | Pénalité(s) : 3 (5e) Bégnis, (39e, 77e) Larrue | Stade des Costières, Nîmes 18 000 spectateurs Arbitre : Joël Dumé |
| 19 mai 2001 |                                                 |                |                                                | Stade des Costières, Nîmes 18 000 spectateurs Arbitre : Joël Dumé |

| Titulaires Veillard 15 Bertrand puis Clèdes 14 Albert 13 Rebbouh 12 Fauré 11 Gordo 10 Méric 9 Gratchev 8 Soldan puis Rocchi 7 Colomé 6 Sergueev 5 Jeannard 4 Ratianidze puis Véron 3 Gaubert puis Bason 2 Vancheri puis Lacombre 1 |  | Titulaires Khamashuridze 15 Nègre-Gauthier 14 Guétard 13 Madz 12 Conzett puis Bronson 11 Bégnis puis Schuwer 10 Larrue 9 Aqua 8 Prospero puis Chouquet 7 Labadze puis Guyot 6 Rossouw puis Koïta 5 Franchini 4 Rivier puis Chéron 3 De Rougemont 2 Fitzgerald puis Périé 1 |